# Aeródromo Peulla
El Aeródromo Peulla (OACI: SCPU) es un terminal aéreo ubicado en la localidad de Peulla, Provincia de Llanquihue, Región de Los Lagos, Chile. Este aeródromo es de carácter público.